# Batang Onang Lama
Batang Onang Lama is een bestuurslaag in het regentschap Padang Lawas Utara van de provincie Noord-Sumatra, Indonesië. Batang Onang Lama telt 125 inwoners (volkstelling 2010).